# 十八醛
十八醛（英語：Octadecanal）是一种醛类有机化合物，化学式C18H36O，被几种昆虫用作信息素。

## 合成与反应
十八醛可由氯铬酸吡啶和1-十八醇在二氯甲烷中反应得到，产物可以通过柱分离来提纯。
它和盐酸羟胺、氢氧化钠反应，可以得到十八醛肟。